# Lasiochalcidia moluccensis
Lasiochalcidia moluccensis är en stekelart som först beskrevs av Masi 1929.  Lasiochalcidia moluccensis ingår i släktet Lasiochalcidia och familjen bredlårsteklar. Inga underarter finns listade i Catalogue of Life.